# Pomeroy (Ohio)
Pomeroy is een plaats (village) in de Amerikaanse staat Ohio, en valt bestuurlijk gezien onder Meigs County.

## Demografie
Bij de volkstelling in 2000 werd het aantal inwoners vastgesteld op 1966.
In 2006 is het aantal inwoners door het United States Census Bureau geschat op 1985, een stijging van 19 (1.0%).

## Geografie
Volgens het United States Census Bureau beslaat de plaats een oppervlakte van
8,5 km², waarvan 8,4 km² land en 0,1 km² water. Pomeroy ligt op ongeveer 237 m boven zeeniveau.

## Plaatsen in de nabije omgeving
De onderstaande figuur toont nabijgelegen plaatsen in een straal van 8 km rond Pomeroy.